# Vachellia acuifera
Espèce
Synonymes
- Acacia acuifera Benth.[2]
- Bahamia acuifera (Benth.) Britton & Rose[3]
- Vachellia acuifera (Benth.) Seigler & Ebinger[3]

Vachellia acuifera est une espèce de plantes à fleurs de la famille des Fabaceae.